# Noesiu
Noesiu is een bestuurslaag in het regentschap Timor Tengah Selatan van de provincie Oost-Nusa Tenggara, Indonesië. Noesiu telt 566 inwoners (volkstelling 2010).